# Championnat des Seychelles de football 2009
Navigation
Saison précédente Saison suivante
La saison 2009 de Barclays First Division est la trentième édition de la première division seychelloise. Les huit meilleures équipes du pays s'affrontent en matchs aller et retour au sein d'une poule unique. À la fin du championnat, les quatre premiers s'affrontent lors d'un championnat pour désigner le champion. Les quatre derniers s'affrontent pour définir ceux qui restent en D1, celui qui descend en D2 et celui qui doit affronter le second de D2 pour une place en D1, lors d'un match de barrage.
C'est le club de La Passe FC qui a été sacré champion des Seychelles pour la quatrième fois de son histoire.

La Passe FC se qualifie pour la Ligue des champions de la CAF 2010.

## Les équipes participantes
| - Saint Michel United FC - La Passe FC - St Louis Suns United (Victoria) - Light Stars FC | - Anse Réunion FC - Super Magic Brothers (Victoria) (précédemment Seychelles Marketing Board (Victoria)) - Foresters (Mont Fleuri) - Northern Dynamo (Glacis) - Promu de D2 |

## Classement

### Phase régulière
Le classement est fondé sur le barème de points classique (victoire à 3 points, match nul à 1, défaite à 0).
| Rang | Équipe                          | Pts | J  | G  | N | P  | Bp | Bc | Diff |
| ---- | ------------------------------- | --- | -- | -- | - | -- | -- | -- | ---- |
| 1    | Saint Michel United FC (T)      | 35  | 14 | 11 | 2 | 1  | 42 | 17 | +25  |
| 2    | La Passe FC                     | 27  | 14 | 7  | 6 | 1  | 27 | 10 | +17  |
| 3    | Anse Réunion FC                 | 22  | 14 | 7  | 1 | 6  | 16 | 15 | +1   |
| 4    | Saint-Louis Suns United         | 21  | 14 | 6  | 3 | 5  | 23 | 15 | +8   |
| 5    | Light Stars FC                  | 17  | 14 | 4  | 5 | 5  | 21 | 20 | +1   |
| 6    | Super Magic Brothers (Victoria) | 15  | 14 | 4  | 3 | 7  | 19 | 27 | -8   |
| 7    | Northern Dynamo (Glacis) (P)    | 13  | 14 | 3  | 4 | 7  | 18 | 33 | -15  |
| 8    | Foresters (Mont Fleuri)         | 5   | 14 | 1  | 2 | 11 | 8  | 37 | -29  |

| Légende : Qualifications et relégations | Légende : Qualifications et relégations                                                           |
| --------------------------------------- | ------------------------------------------------------------------------------------------------- |
|                                         | Qualifié pour le groupe "Pour le titre"                                                           |
|                                         | Qualifié pour le groupe "Pour la relégation"                                                      |
|                                         | (T) : Tenant du titre (P) : Promu de deuxième division (C) : Vainqueur de la Coupe des Seychelles |

### Pour le titre de champion
Le classement est établi sur le barème de points classique (victoire à ? points, match nul à ?, défaite à ?).
| Rang | Équipe                         | Pts | J | G | N | P | Bp | Bc | Diff |
| ---- | ------------------------------ | --- | - | - | - | - | -- | -- | ---- |
| 1    | La Passe FC                    | 25  | 6 | 3 | 3 | 0 | 11 | 8  | +3   |
| 2    | Saint Michel United FC (T) (C) | 24  | 6 | 2 | 1 | 3 | 13 | 10 | +3   |
| 3    | Anse Réunion FC                | 19  | 6 | 2 | 2 | 2 | 11 | 13 | -2   |
| 4    | Saint-Louis Suns FC            | 15  | 6 | 1 | 2 | 3 | 8  | 12 | -4   |

| Légende : Qualifications et relégations | Légende : Qualifications et relégations                                                           |
| --------------------------------------- | ------------------------------------------------------------------------------------------------- |
|                                         | Qualification pour la Ligue des champions de la CAF 2010                                          |
|                                         | Qualification pour la Coupe de la confédération 2010                                              |
|                                         | Doit disputer le barrage Promotion/Relégation                                                     |
|                                         | Relégation directe en deuxième division                                                           |
|                                         | (T) : Tenant du titre (P) : Promu de deuxième division (C) : Vainqueur de la Coupe des Seychelles |

### Pour la relégation
Le classement est établi sur le barème de points classique (victoire à ? points, match nul à ?, défaite à ?).
| Rang | Équipe                          | Pts | J | G | N | P | Bp | Bc | Diff |
| ---- | ------------------------------- | --- | - | - | - | - | -- | -- | ---- |
| 5    | Light Stars FC                  | 24  | 6 | 5 | 1 | 0 | 13 | 2  | +11  |
| 6    | Northern Dynamo (Glacis) (P)    | 17  | 6 | 3 | 2 | 1 | 14 | 3  | +11  |
| 7    | Super Magic Brothers (Victoria) | 14  | 6 | 2 | 1 | 3 | 12 | 13 | -1   |
| 8    | Foresters (Mont Fleuri)         | 2   | 6 | 0 | 0 | 6 | 2  | 23 | -21  |

| Légende : Qualifications et relégations | Légende : Qualifications et relégations                                                           |
| --------------------------------------- | ------------------------------------------------------------------------------------------------- |
|                                         | Qualification pour la Ligue des champions de la CAF 2010                                          |
|                                         | Qualification pour la Coupe de la confédération 2010                                              |
|                                         | Doit disputer le barrage Promotion/Relégation                                                     |
|                                         | Relégation directe en deuxième division                                                           |
|                                         | (T) : Tenant du titre (P) : Promu de deuxième division (C) : Vainqueur de la Coupe des Seychelles |

### Barrages Promotion/Relégation
Le septième de première division doit affronter le second de deuxième division pour une place en D1.
13 novembre 2009
- SMB  1-3 St Roch United

Saint Roch United monte en D1, Super Magic Brothers descend en D2.
Je ne crois pas que  ce soit vrai cela

## Bilan de la saison
| Championnat des Seychelles de football 2009 |                                 |
| Champion                                    | La Passe FC (4e titre)          |
| Coupes et trophées                          |                                 |
| Vainqueur de la Coupe des Seychelles 2009   | Saint-Michel United FC          |
| Qualifications continentales                |                                 |
| Ligue des champions de la CAF 2010          | La Passe FC                     |
| Coupe de la confédération 2010              | Aucun                           |
| Promotions et relégations                   |                                 |
| Promus en Barclays First Division           | Saint Francis (Baie Lazare)     |
| Promus en Barclays First Division           | Saint Roch Unted                |
| Relégués en Second Division                 | Foresters (Mont Fleuri)         |
| Relégués en Second Division                 | Super Magic Brothers (Victoria) |